# Denis Robin (préfet)
Pour les articles homonymes, voir Denis Robin.
Denis Robin, né le 15 décembre 1962 à Romans, dans la Drôme, est un haut fonctionnaire français, qui a été préfet de Mayotte en 2008 et préfet du Pas-de-Calais en 2012.

## Biographie
Après une maîtrise en droit et un diplôme de sciences politiques, Denis Robin intègre l'École nationale d'administration (promotion « Liberté, Égalité, Fraternité »).
De 1989 à 1990, il est directeur de cabinet du préfet du Gard.
- 28 juillet 2008 : nommé préfet de Mayotte. Il y traite le dossier important du processus de départementalisation de Mayotte. Il y organise le référendum sur la départementalisation de Mayotte du 29 mars 2009. Denis Robin s'est fait fort de développer le logement social et le tourisme à Mayotte.

- 12 juillet 2009 : nommé directeur de cabinet de la ministre de l'Outre-mer. Dans cette fonction, il s'occupe également de la départementalisation de Mayotte. Le département de Mayotte est créé le 31 mars 2011.

- 17 janvier 2011 : nommé conseiller pour les affaires intérieures au cabinet du Premier ministre. En novembre 2011, il est en mission de négociateur à Mayotte pour résoudre la crise sociale avec l'Intersyndicale [2],[3].

- 25 janvier 2012 : nommé préfet du Pas-de-Calais[4].

- 14 juillet 2013 : nommé Chevalier de la Légion d'honneur[5].

- 29 janvier 2015 : nommé secrétaire général du ministère de l'Intérieur (France)[6].
- 17 janvier 2019 : nommé secrétaire général de la mer à compter du 28 janvier 2019[7].
- 14 septembre 2022 : nommé directeur général de l’agence régionale de santé Provence-Alpes-Côte d’Azur, à compter du 3 octobre 2022[8].

## Récompenses et distinctions
- Officier de la Légion d'honneur (promu par décret du 31 décembre 2020)[9]
  - Chevalier du 23 décembre 2013[9] (décret du 12 juillet 2013)[10]
- Commandeur de l'ordre national du Mérite (promu par décret du 7 juin 2024)[11]
  - Officier du 17 février 2018[11] (décret du 18 novembre 2017[12])
  - Chevalier du 28 avril 2004[12] (décret du 14 novembre 2003[13])